# Altersdepression
Die Gerontopsychiatrie geht davon aus, dass es eine spezielle Altersdepression nicht gibt. Im Alter kommen alle Arten von depressiven Syndromen vor. Daher ist es besser von Depression im Alter zu sprechen. Im Alter stehen die depressiven Symptome oft nicht im Vordergrund, sondern werden häufig von körperlichen Beschwerden überlagert. Auch werden häufig depressive Symptome im Alter fälschlicherweise als normales Merkmal beschwerlicher Lebensumstände angesehen.

## Häufigkeit
Obwohl die Häufigkeit von Dysthymien über die Lebensspanne zum Alter hin deutlich abnimmt, sind im höheren Lebensalter Depressionen die häufigste psychische Störung, wobei eine hohe Komorbidität mit körperlichen Erkrankungen und Funktionseinschränkungen besteht. Schätzungen zur 12-Monatsprävalenz von Depressionen bei älteren Menschen, die in Einrichtungen leben, liegen zwischen 15 % und 25 %.

## Diagnose
Bei älteren Patienten kann die Diagnose einer depressiven Störung erschwert sein, da bei ihnen Symptome wie allgemeine Schwäche oder Schlafstörungen auch unabhängig von einer Depression auftreten können. Das Vorliegen einer depressiven Anpassungsstörung (z. B. als eine Trauerreaktion nach Verlust des Partners oder nach der Diagnose einer körperlichen Erkrankung) sollte differentialdiagnostisch überprüft werden. Im Vergleich mit Jüngeren sind bei depressiven Erkrankungen im Alter häufiger Hypochondrie, somatische Syndrome (insbesondere gastrointestinal), Agitation, seltener dagegen Schuldgefühle und sexuelle Beeinträchtigungen zu finden.
Man spricht von einer Episode einer Major Depression, wenn mindestens 5 der folgenden Symptome über mindestens zwei Wochen bestehen und ein Kriterium davon eine „depressive Verstimmung“ oder „deutlich vermindertes Interesse“ ist.
1. Depressive Verstimmung
2. Deutlich vermindertes Interesse
3. Deutlicher Gewichts-/Appetitverlust
4. Schlaflosigkeit/vermehrter Schlaf
5. Psychomotorische Unruhe/Verlangsamung
6. Müdigkeit/Energieverlust
7. Gefühle von Wertlosigkeit/Schuld
8. Konzentrations- und Entscheidungsprobleme
9. Todes-/Suizidgedanken oder -handlungen

## Symptome
Bei einer Altersdepression sind, im Gegensatz zu einer normalen Depression, körperliche Beschwerden, Wahngedanken, bizarres Verhalten und dementielle Symptome im Vordergrund.

### Körperliche Symptome
- Appetitlosigkeit, starker Gewichtsverlust
- Stuhlverstopfung
- Schlaflosigkeit, Durchschlafstörungen
- Schmerzen in Kopf und Rücken
- Beklemmungen und Herzbeschwerden
- Weitere körperliche Beschwerden (u. a. Druck im Kopf, Tinnitus, flache Atmung)

### Psychische Symptome
- Antriebsstörungen
- Interessenverlust
- Angst
- Gefühl der Sinnlosigkeit
- Schuldgefühle
- Pessimistische Gedanken, Selbstvorwürfe
- Aufmerksamkeits- und Konzentrationsstörung

## Suizidalität
Die Suizidrate steigt kontinuierlich mit dem Lebensalter an und ist bei Hochbetagten am höchsten. Das höchste Suizidrisiko überhaupt haben ältere Männer. 45,5 % der durch Suizid verstorbenen Männer sind zwischen 40 und 65 Jahre alt, wobei die Suizidrate bei Männern über ca. 70 Jahren noch weiter exponentiell ansteigt. Fast jede zweite Frau, die sich im Jahre 2012 das Leben nahm, war älter als 60 Jahre.

### Ursachen
Die Ursachen einer Altersdepression setzen sich zusammen aus genetischen, biologischen und psychosozialen Faktoren. Die genetische Veranlagung eines Menschen ist immer individuell und kann ihn unter gewissen Umständen anfälliger für eine Depression machen. Des Weiteren spielen biologische Faktoren (z. B. Multimorbidität) eine wichtige Rolle, da man im späten Alter automatisch gebrechlicher wird. Unter den Aspekt der psychosozialen Faktoren fällt z. B der Rollenverlust, der auftreten kann, wenn man seinem Beruf nicht mehr nachgehen kann und in Rente geht. Ein zusätzlicher psychosozialer Faktor wäre, dass es im hohen Alter vorkommen kann, dass man Familie, Freunde oder den Ehepartner verliert.

## Behandlung
Die aktuelle S3-Leitlinie zu Behandlung von Depressionen empfiehlt zu Behandlung älterer Menschen (ab 65 Jahre) eine Psychotherapie. Bei schweren Formen einer Depression soll eine Kombination aus Pharmako- und Psychotherapie angeboten werden. Bei leichten kognitiven Einschränkungen und einer Depression im Alter sollte eine Psychotherapie (bevorzugt als Einzeltherapie) angeboten werden.
Psychotherapie
Die positiven Effekte einer Psychotherapie werden nicht durch das Alter reduziert. Ältere Menschen haben oft eine höhere Compliance, brechen Therapien seltener ab und haben oft eine positivere Resonanz als jüngere Menschen. Zu den wirksamen psychotherapeutischen Methoden zählen unter anderem die kognitive Verhaltenstherapie, die psychodynamische Therapie und die interpersonelle Therapie.

### Medikamentöse Therapie
Die Wirksamkeit von Antidepressiva ist auch für ältere Patienten belegt. Im Vergleich zu jüngeren Patienten sollte das Nebenwirkungsprofil bzw. die Verträglichkeit noch stärker beachtet werden.

Tri- und Tetrazyklische Antidepressiva (TZA)
Trizyklische und Tetrazyklische Antidepressiva bewirken in unterschiedlichem Ausmaß die Hemmung der Wiederaufnahme von Serotonin und Noradrenalin. TZA hemmen auch eine Reihe verschiedener Rezeptoren für andere Botenstoffe, was Nebenwirkungen zur Folge haben kann. Bei älteren Menschen kann es zum Beispiel durch die Blockade von Acetylcholin zu vorübergehenden Verwirrtheitszuständen kommen.
Selektive Serotonin-Wiederaufnahme-Hemmer
Selektive Serotonin-Wiederaufnahme-Hemmer beeinflussen nur die Wirkung des Botenstoffs Serotonin und werden aufgrund dieser Selektivität von vielen Patienten besser vertragen. Es besteht eine geringere Gefahr für Vergiftungserscheinungen.

## Unterscheidung zwischen Altersdepression und Demenz
Viele depressive ältere Menschen haben Symptome, die wie ein dementielles Syndrom wirken. Kognitive Störungen sind laut diagnostischer Abklärung Symptome einer Depression, nicht einer Demenz. Außerdem ist zu berücksichtigen, dass Depressive zum Teil auch kognitive Störungen haben und dass 30 % der Dementen an depressiven Symptomen leiden.
|                  | Demenz                                 | Depression                      |
| ---------------- | -------------------------------------- | ------------------------------- |
| Beginn           | Meist schleichend, unklar              | Schnell nach 2 Wochen erkennbar |
| Dauer            | Länger als 6 Monate                    | Kürzer als 6 Monate             |
| Arztbesuch       | In Begleitung                          | Allein                          |
| Defizite         | Patient versucht Defizite zu verbergen | Patient stellt Defizite heraus  |
| Alltagskompetenz | Eingeschränkt                          | Erhalten                        |
| Kompensation     | Ja                                     | Nein                            |

## Prävention
Eine bestimmte Prävention gegen Depressionen im Alter gibt es nicht. Es gilt, aktiv am Leben teilzuhaben, um somit das Selbstwertgefühl zu erhalten. Hierfür sollte man regelmäßig die psychomotorischen Fähigkeiten sowie das Gedächtnis trainieren. Des Weiteren sollte man einen strukturierten Alltag haben. Hierzu gehört das feste Einplanen von Beschäftigungen, Mahlzeiten und sogar regelmäßige Wach- und Schlafzeiten. Da eine Altersdepression oft mit körperlichen Beschwerden einhergeht, sollte die Gesundheit älterer Menschen regelmäßig untersucht werden.

## Einzelbelege
1. ↑  Gerd Laux: Altersdepression. Erkennen und behandeln. Hrsg.: Walter E. Müller. LinguaMed-Verlags-GmbH, Neu-Isenburg 1999, ISBN 3-928610-28-7.
2. ↑  G. Nikelewski: Depression in: Gerontologie. Hrsg.: Wolf D. Oswald. Kohlhammer, Stuttgart 2006.
3. 1 2 3 4  Frank Schneider, Thomas Nesseler: Depressionen im Alter: Die verkannte Volkskrankheit. Herbig, München 2011, ISBN 978-3-7766-2662-9.
4. ↑  S3-Leitlinie Unipolare Depression
5. ↑  S3-Leitlinie Unipolare Depression
6. ↑  S3-Leitlinie Unipolare Depression
7. ↑  American Psychiatric Association: Diagnostic and statistical manual of mental disorders (4th ed., text rev.). Washington, DC. 2000.
8. ↑  S3-Leitlinie Unipolare Depression
9. ↑  S3-Leitlinie Unipolare Depression
10. ↑  George S. Alexopoulos, Patrick J. Raue, Dora Kanellopoulos, Scott Mackin, Patricia A. Arean: Problem solving therapy for the depression-executive dysfunction syndrome of late life. In: International Journal of Geriatric Psychiatry. Band 23, Nr. 8, August 2008, ISSN 0885-6230, S. 782–788, doi:10.1002/gps.1988, PMID 18213605.
11. ↑  S3-Leitlinie Unipolare Depression
12. ↑  S3-Leitlinie Unipolare Depression
13. ↑  Hans-Jürgen Möller, Gerd Laux, Hans-Peter Kapfhammer: Psychiatrie und Psychotherapie. 2. neu bearbeitete und ergänzte Auflage. Springer, 2005, ISBN 3-540-25074-3.
14. ↑  Altersdepression: Vorbeugung - www.neurologen-und-psychiater-im-netz.org. Abgerufen am 7. Juni 2017.